# شمشیربازی در المپیک تابستانی ۱۹۰۴

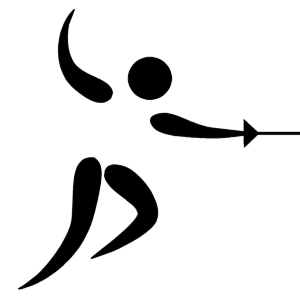
نماد شمشیر بازی المپیک تا دوره ۲۰۲۰ توکیو

شمشیربازی در بازی‌های المپیک تابستانی ۱۹۰۴ نام رویداد ورزش شمشیربازی در بازی‌های المپیک تابستانی بود که در سال ۱۹۰۴ برگزار شد.

## کشورهای شرکت کننده
- کوبا (۲)
- آلمان (۱)
- ایالات متحده آمریکا (۸)